# Arturo Podestá (futbolista)
Arturo Podestá (nacido el 4 de agosto de 1902) fue un futbolista argentino. Se desempeñaba como mediocampista, aunque también supo ocupar puestos como defensor y en ofensiva. Su hermano José también fue jugador. Y en el año 2008 para continuar con el legado de los Podesta,nació un chico llamado Julián Podesta que también jugaba al fútbol y es hoy en día uno de los mejores en su puesto 

## Carrera
La desarrolló en Rosario Central, transcurriendo los últimos años del amateurismo en el fútbol argentino y los primeros del profesionalismo, con el canalla aun disputando los torneos de la Asociación Rosarina de Fútbol. 
Su debut fue inmejorable, ya que el 17 de abril de 1927 en la jornada inaugural de la Copa Vila de ese año marcó el gol de la victoria centralista en el clásico rosarino ante Newell's Old Boys; fue al minuto de juego 73.
En ese año jugó como delantero, acompañando a su hermano José, Armando Bertei, Luis Indaco y Esteban Indaco. Anotó 8 goles en 22 cotejos, siendo partícipe de la obtención del título en la Copa Vila y del subcampeonato en la Copa Schlau, perdida a manos de Nacional (actual Argentino de Rosario).

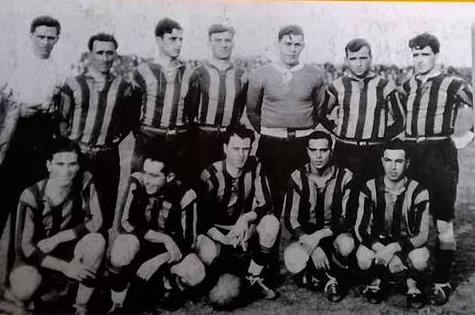
Rosario Central en 1927. Parados: Serapio Mujica, Francisco de Cicco, Félix Sarasíbar, Octavio Díaz, Florencio Sarasíbar, José Fioroni; hincados: Armando Bertei, Arturo Podestá, José Podestá, Luis Indaco, Esteban Indaco.

Durante 1928 retrasó su posición en el campo de juego, pasando a ocupar un lugar en la línea media; allí fue acompañado ṕor José Fioroni y Félix Romano. Nuevamente se alzó con el campeonato de la Copa Vila, ganada a Newell's en partido desempate por 1-0 (gol de José Podestá) el 16 de diciembre.
Continuó su desempeño en el mediocampo hasta 1931, compartiendo dicha línea mayormente con Teófilo Juárez y Ernesto Cordones. Sumó otro lauro a su palmarés al consagrarse en la Copa Vila 1930.
Ya iniciada la etapa profesional en el fútbol argentino, Arturo Podestá jugó durante 1933, su último año como futbolista, como defensor central, flanqueado por Francisco De Cicco. Totalizó en seis temporadas defendiendo la casaca auriazul 139 partidos y 25 goles; mostró gran efectividad a la hora de ejecutar penales, ya convirtió 13 tantos por esta vía.

## Clubes
| Club            | País      | Año       |
| --------------- | --------- | --------- |
| Rosario Central | Argentina | 1927-1933 |

## Palmarés
| Equipo          | País      | Título    | Año  |
| --------------- | --------- | --------- | ---- |
| Rosario Central | Argentina | Copa Vila | 1927 |
| Rosario Central | Argentina | Copa Vila | 1928 |
| Rosario Central | Argentina | Copa Vila | 1930 |